# Ramat Hasharon

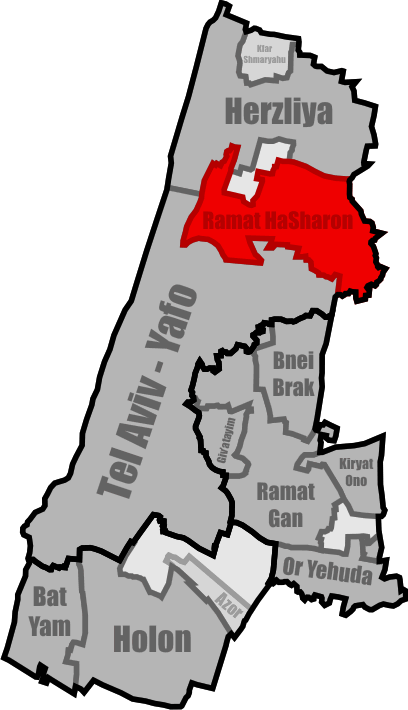
Localização de Ramat Hasharon no Distrito de Telavive

Ramat Hasharon (Platô do Sarom em hebraico) é uma cidade na região Sarom em Israel e cidade vizinha de Telavive. A cidade tem população judia de 23.000 habitantes. A cidade tem também um bairro de pilotos aéreos do exército, um famoso estádio de tênis e produz morangos de alta qualidade.

## Geminações
Ramat Hasharon possui as seguintes cidades-gémeas:
- Tallahassee, Flórida, EUA
- Georgsmarienhütte, Alemanha[1]
- Dunkirk, França[2]
- Saint-Maur-des-Fossés, França